# ZGMF-X10A Freedom
ZGMF-X10A 自由鋼彈（Freedom Gundam）為日本電視動畫《機動戰士GUNDAM SEED》系列中登場，虛構的有人式人型機器兵器（MS），主角煌·大和於故事後半搭乘之座機。機體名「Freedom」為英語的「自由」之意，機體設計為大河原邦男。

ZGMF-X10A Freedom

## 開發經過
在派屈克·薩拉指示下，國力、物量均劣於地球聯合的P.L.A.N.T.利用札夫特奪取自大西洋聯邦的四機G兵器，即前期GAT-X系列的決鬥鋼彈、暴風鋼彈、電擊鋼彈和神盾鋼彈等機體資料，統合札夫特三個設計局開發出酷似G兵器的試作型MS。C.E.71年4月1日，本機和兄弟機ZGMF-X09A 正義高達共同出廠。打著「對自然人落下正義的鐵槌，為調整者贏得真正的自由」的旗號，將X09A命名為「正義（Justice）」，本機X10A則命名為「自由（Freedom）」。型號末尾的X和A為eXperiment Atomic略稱，意味「核動力搭載型試作機」。

## 機體介紹
以多數敵機為對手，單機展示壓倒的戰鬥力，本機作為對抗地球聯合軍的一張王牌而被開發。本機搭載可消除N干擾（中子干擾）效果的反中子干擾器，以核引擎為動力，獲得了近乎無限的能源。這令本機的兵裝出力大幅提升，且活動時間延長遠超越過去的機體，PS裝甲亦不再失效，從根本上解決了高功率光束兵器與PS裝甲雙重運作下令能量消耗迅速的問題（不過由於彈藥、推進劑、氧氣等仍是有限的，故並非完全的獨立運作）。另外為了實現穩定運作與控制，安裝了專用的MOBILE SUIT NEO OPERATION SYSTEM 「G.U.N.D.A.M Complex」，機體操作性更佳。
本機武裝備有平衡的格鬥、實彈、光束兵器，且考慮到以戰術強襲機M.E.T.E.O.R（流星）施展飽和攻擊，通過火器的統合管制裝置多重鎖定系統可以同時對多數敵機進行精密狙擊，本機以煌·大和作為駕駛員時，同時攻擊10台以上也是可能的，駕駛艙內部採用了與機體動作連動的迴轉型全周圍顯示螢幕，控制方面搭載了對應多重鎖定的球型立體顯示面板，在最大限度發揮機體的潛力上花了不少工夫。
本機的最大特徵是，其推力可做到大氣圈內高速、長距離飛行，背部主推進器基座兩側備有左右五對共十只的高可動空氣動力彈性翼（Active Aeroelastic Wing）。由電腦控制形狀變化，包括在大氣圈內抵抗空氣阻力以及宇宙空間的質量移動。機翼組件內藏小型推進器，機翼本身則兼具散熱板的作用，亦有助於完全活用核能的本機提升信賴性。可簡易變形為最適形態以發揮機動面與攻擊面，高機動空戰形態為「High M.A.T. Mode（High Maneuver Aerial Tactical Mode）」，全武裝發射形態則為「Full Burst Mode」。
頭部兩側裝備MMI-GAU2 「啄木鳥式」76mm近接防禦機關砲，蓋茲亦有搭載，命名為啄木鳥是來自其速射性。MMI-M15 「旗魚式」軌道砲是兩腰部兩側設置的電磁軌砲兼推進器，發展自決鬥鋼彈突擊護甲（Assault Shroud）搭載的電磁軌砲「破壞神」。高速射擊可比肩重砲型攻擊鋼彈的火力，攜行彈數多，可同時攻擊多數敵機。此外靠著實體彈，也能夠針對積層裝甲等對光束裝甲或船艦作打擊。側面有加強固定性的輔助把柄，平時是三折的狀態，作為關係到姿勢控制的AMBA（動態質量平衡自動控制）單位，也有推進器機能。另外，亦兼作光束軍刀的掛架，後部還有排除廢熱的導管。與正義鋼彈共通的MA-M01 「蜥式」光束軍刀，通過核能供給，形成比既有同種類兵器更高出力的長刀身光束刃。將兩刀柄相互連結，被稱為「Ambidextrous Halberd（雙頭戟）」的雙刃長刀狀態也是可以的。比機體更早完成的MA-M20 「狼式」光束步槍，經YFX-600R 火器運用試驗型蓋茲改（GuAIZ Type Fire Arms Experimental）測試後採用，除顏色塗裝之外和正義鋼彈共通的兵裝。跟光束軍刀同樣因為核能供給，比既有同種類的出力更高。最上部兩只機翼內藏的光束加農砲M100 「鯨式」等離子收束光束砲，單單一門的威力與射程即可匹敵重砲型攻擊鋼彈的「炎神」高脈衝砲，擁有本機火器之中最大的破壞力。同「旗魚式」軌道砲一樣，後部存在排除廢熱的導管。在以蓋茲進行試驗的階段，結果是僅僅兩發便讓電池乾涸，但受惠於核能解決了諸多問題而得以實裝。本機攜行一面積層反光束盾，也是和正義鋼彈僅顏色塗裝不同的共通裝備。最大特徵是以積層裝甲製成，相異於其他勢力產的以振動鋼材製的對光束防盾，是兩者差別化的要因。
本機作為C.E.71年札夫特最新銳MS之一，投入了許多最新技術，但控制也變得複雜化，一般調整者掌握不了。據說P.L.A.N.T.原定安排本機由伊薩克·焦耳作為預定駕駛員，但最終由煌·大和搭乘，使本機性能不留遺憾地發揮出來。

## 機體諸元
- 型號：ZGMF-X10A
- 名稱：Freedom
- 建造：P.L.A.N.T.
- 所屬：札夫特→三艦同盟（SEED）、終端機（SEED DESTINY）[3]
- 分類：札夫特鋼彈目‧殲滅型對MS戰用MS[4]
- 生產型態：試作機
- 全高：18.03公尺[5][3]
- 重量：71.50公噸[5][3]
- 裝甲材質：不明[3]
- 動力源：核引擎（MHD發電）[3]
- 出力：8,826千瓦[3]
- 推力：最大527,000kg[6]
- 作業系統：MOBILE SUIT NEO OPERATION SYSTEM「Generation Unsubdued Nuclear Drive Assault Module Complex」
- 駕駛：煌·大和[3]

### 特殊裝備或機能
- 反中子干擾器
- 多重鎖定系統
- MS嵌入式戰術強襲機「M.E.T.E.O.R」（01號機）

## 機體武裝
- MMI-GAU2 「啄木鳥式」76mm近接防禦機關砲 × 2
- MMI-M15 「旗魚式」軌道砲 × 2
- MA-M01 「蜥式」光束軍刀 × 2
- MA-M20 「狼式」光束步槍
- M100「鯨式」等離子收束光束砲 × 2
- 積層反光束盾

## 戰鬥史

### C.E.71年
- 5月5日　自由鋼彈強奪事件：拉克絲·克萊因竊取本機交付予煌·大和，本機自L5宙域P.L.A.N.T.本國的雅金·杜威突圍離去。
- 5月5日　阿拉斯加防衛戰：本機於地球聯合軍總部‧阿拉斯加的約書亞基地外空域首次參戰，從天而降及時救援了千鈞一髮的大天使號。緊接著本機壓制了札夫特的MS部隊進攻，並擊退伊薩克·焦耳的決鬥鋼彈，同時勸誘兩軍脫離大西洋聯邦的陰謀——獨眼巨人。
- 6月15～16日　歐普防衛戰：本機參與了歐普抵禦大西洋聯邦侵攻的防衛作戰，先於前線擊破眾多的攻擊刃；再以一敵三，單獨面對大西洋聯邦後期GAT-X系列的新型機瘟神鋼彈、禁斷鋼彈和侵略鋼彈圍攻，陷入苦戰。之後得到阿斯蘭·薩拉的正義鋼彈援護，地球軍攻勢受阻，暫時撤退。翌日，本機偕正義鋼彈於輝夜宇宙港阻擋了瘟神鋼彈、禁斷鋼彈及侵略鋼彈的追擊，成功保護大天使號和草薙號升空撤離歐普。
- 7月1日　本機護送阿斯兰·萨拉搭乘的穿梭機至雅金·杜威的警戒範圍後潛伏於附近宙域。
- 7月4日　本機發現並護衛永恆號脫離P.L.A.N.T.，癱瘓了來自雅金·杜威的追兵，翌日抵達L4宙域的孟德爾與大天使號合流。
- 7月12日　本機與主天使號的瘟神鋼彈、禁斷鋼彈及侵略鋼彈交戰，不久後脫離戰場進入孟德爾內部，遭遇了拉烏·鲁·克鲁澤駕駛的蓋茲。歸返時執意救援芙蕾·阿斯達搭乘的救生艇，背部機翼及頭部遭侵略鋼彈擊中受損。
- 9月26～27日　第二次雅金·杜威攻防戰：本機同正義鋼彈聯手以M.E.T.E.O.R擊落地球軍向P.L.A.N.T.本國發射之核彈群，並癱瘓地球軍與札夫特雙方的眾多MS，接著與瘟神鋼彈、禁斷鋼彈及侵略鋼彈激戰。後期則與拉烏·魯·克魯澤的天帝鋼彈展開死鬥，本機的頭部、左胸、右臂與右足嚴重損毀，但在最後擊破天帝鋼彈的駕駛艙，終結戰爭。[5]

### C.E.73年10月3日後
- 拉克絲·克萊因暗殺未遂事件：前大戰後，本機被秘密地回收和修復，並藏匿於歐普境內阿斯哈家別邸的地下防空洞。兩年後的C.E.73年10月（機動戰士鋼彈SEED DESTINY），由調整者組成的特殊部隊疑似試圖暗殺拉克絲·克萊因，本機復出並擊破數機札夫特新型兩棲用MS 亞修。[7]
- 卡佳里·由拉·阿斯哈拐走事件：本機介入歐普代表首長卡佳里·由拉·阿斯哈的結婚典禮，並強行將其帶離歐普，並奪去了第一隊追兵村雨的戰鬥能力。[7]
- 達達尼爾海峽之戰：本機介入地球聯合軍偕歐普派遣軍的聯合艦隊與智慧女神號之間的戰鬥，就在智慧女神號以陽電子砲朝向歐普艦隊發射的寸刻之前，本機突然降臨並破壞砲身，接著針對兩軍的MS展開無差別攻擊。本機癱瘓了眾多量產機，切斷脈衝鋼彈的右手、擊傷深淵鋼彈的推進器，引發的混亂間接造成智慧女神號的海涅·威斯坦弗斯駕駛的古夫烈焰型慘遭蓋亞鋼彈腰斬。
- 迪歐奇亞劫機事件：拉克絲·克萊因搭乘穿梭機自黑海南岸的迪歐基亞基地起飛前往P.L.A.N.T.，本機輕鬆擊退札夫特的追擊後離去。
- 克里特外海戰：本機再次介入地球連聯合與歐普同盟軍對智慧女神號之間的戰鬥，一度與交手未果。後來雖大破阿斯蘭·薩拉的救星鋼彈，但已來不及阻止歐普軍艦隊被脈衝鋼彈殲滅。
- 柏林之戰：本機試圖阻止巨大MS破滅鋼彈破壞市區但未見效果，期間擊墜了尼奧·羅安那克搭乘之威達。後來由於脈衝鋼彈的介入，本機抓住破滅鋼彈發射光束砲的瞬間，以光束軍刀破壞其胸部的砲口；雖然成功擊倒破滅鋼彈，但砲口引發的爆炸造成其駕駛員史黛菈·路歇傷重死亡。[8]
- Angel Down：本機與札夫特年輕王牌真·飛鳥駕駛的脈衝鋼彈展開對決。由於對手實力與以往的敵人不同，且需時刻關注大天使號的情況而落居劣勢，本機的左肩和左翼受損。最終在脈衝鋼彈的特攻下，本機腹部的機關部遭貫穿，機身爆炸，殘骸散落海面，不敗傳說終結。煌·大和在最後一刻及时關閉核引擎，使爆炸威力減弱得以倖存，駕駛艙隨後由嫣紅攻擊鋼彈回收。

## 外部連結
- ZGMF-X10A 自由高達《機動戰士GUNDAM SEED》gundam.info官方網站 （页面存档备份，存于）（繁體中文）（简体中文）（英文）
- ZGMF-X10A 自由高達《機動戰士GUNDAM SEED DESTINY》gundam.info官方網站 （页面存档备份，存于）（繁體中文）（简体中文）（英文）